# Dord (Musikinstrument)

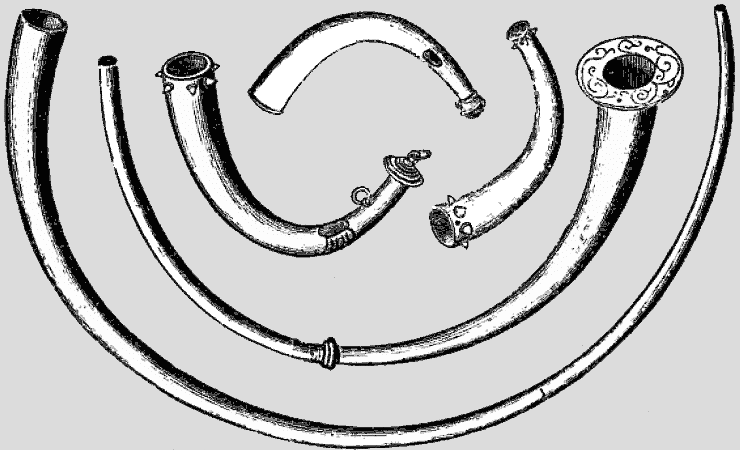
Dords

Dords sind spätbronzezeitliche Hörner aus Irland. Insgesamt wurden 104 Dords in verschiedenen Längen gefunden und konnten auf um 800 v. Chr. datiert werden. Der Zweck, die Details der Herstellungsweise (Bronzeguss) und die Spieltechnik sind nicht überliefert. Sie lassen sich in zwei Klassen (end- und seitengeblasen) unterteilen, die auf den Nordosten und Südwesten der Insel konzentrieren. In Drumbest, Clogherclemin und im Dowris-Hort sind beide Klassen vereint.
Die längeren Exemplare haben im Vergleich zu den Luren einen größeren Innendurchmesser. Sie sind daher für fanfarenartige Spielweisen, wie zunächst vermutet wurde (Verwendung als „Kriegs-“ oder „Signalhörner“), ungeeignet. 
Durch Vergleiche mit heutigen Musikinstrumenten kam der britische Forscher Peter Holmes 1971 auf die Idee, Dords mit der Blastechnik des australischen Didgeridoos anzuspielen. Der dadurch produzierte Klang ist weich und obertonreich, so dass man mittlerweile davon ausgeht, dass dies der verwendeten Anblastechnik am nächsten kommt. Dies lässt vermuten, dass das Dord für musikalische Zwecke oder als Zeremonien-Instrument verwendet wurde.
Ende der 1980er Jahre entwickelte der Musiker Simon O'Dwyer in Kooperation mit dem irischen Heritage Council eine Methode, Dords baulich nachzuempfinden. Unter anderem in der Musikgruppe Reconciliation konnte er (zusammen mit dem australischen Didgeridoospieler Alan Dargin, Didgeridoo, Phil Conyngham, Didgeridoo, und seiner Frau Maria Cullen, Bodhran) die Dords einem weiteren europäischen Publikum zugänglich machen. 